# Frédéric Charbaut
Frédéric Charbaut, né le 22 novembre 1952, est un journaliste français spécialisé dans la musique de jazz. Il est créateur de radios jazzy et du Festival Jazz à Saint-Germain-des-Prés Paris à Paris.

## Biographie
Il est ingénieur en aéronautique pendant 10 ans avant de quitter le monde de l'industrie pour devenir, en 1986, journaliste dans diverses revues de jazz (Jazz Hot, Jazz à Paris, Guide du compact et Faim de siècle). Il est également journaliste de presses radiophoniques (Boulevard du Rock, Chic FM, Kiss Fm, Superloustic, etc.).
Il devient consultant artistique de jazz, et membres de plusieurs jurys (Djangodor, La Défense Jazz Festival, Victoires du Jazz).
En 1989 Frédéric Charbaut créé la radio « Jazzland », puis la radio Paris jazz en 1996.
En 2001, il organise le Festival Jazz à Saint-Germain-des-Prés Paris, dont il est le cofondateur, dans le quartier latin de Paris. Il en est le directeur artistique. Il mêlera les genres musicaux, associant au jazz, le swing, le gospel, dont le London Community Gospel Choir donnera une représentation en l'église Saint-Sulpice. Il invitera à ce festival des musiciens célèbres tels que Norah Jones, Abd Al Malik, Brad Mehldau, Jacky Terrasson, Michel Portal, Kenny Barron, Aldo Romano, Milton Nascimento, Ben l'Oncle Soul, Yaron Herman, etc.
Le Théâtre de l'Odéon, l'amphithéâtre Richelieu de La Sorbonne, l'église Saint-Germain-des-Prés, l'Institut océanographique de Paris, l'Institut Pasteur, le Show Case, le théâtre de l'Alliance française, l'hôtel Lutetia entre autres, accueillent des concerts du Festival Jazz à Saint-Germain-des-Prés Paris.
Il est, en outre, responsable du programme jazz à bord des vols Air France depuis plus de 15 ans.
Depuis mars 2010, Frédéric Charbaut fait partie des animateurs du Club Jazz à FIP. Il est membre de l'Académie du jazz.